# Còmic de terror

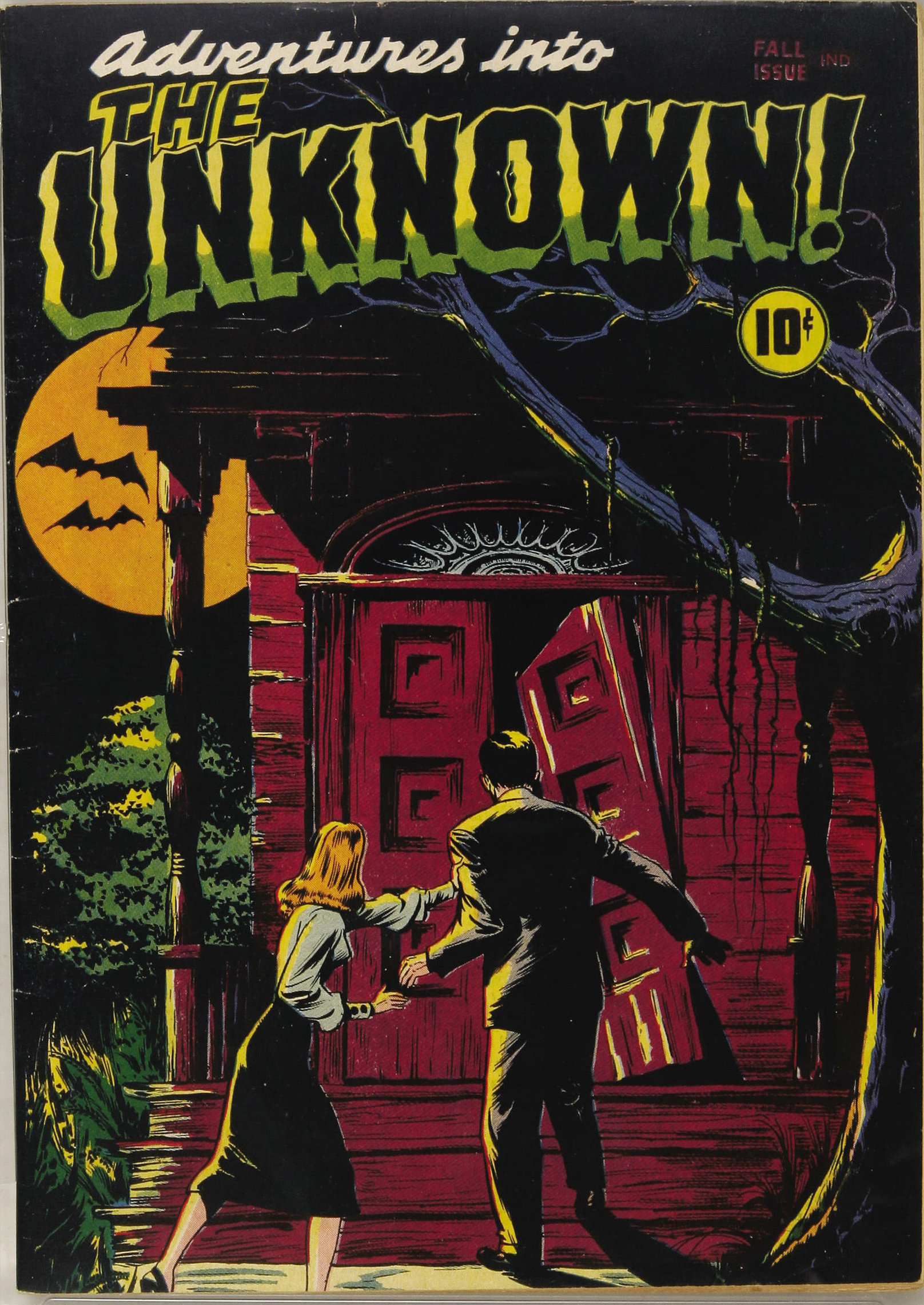
Portada d'Edvard Moritz d' Adventures into the Unkonown nº1, American Comics Group de la tardor de 1948.

El còmic o historieta de terror o horror constitueix un dels gèneres en els quals pot dividir-se la producció de còmic, en qualsevol forma en que es presenti: comic book, novel·la gràfica, revista de còmics en blanc i negre o color o manga.

## Característiques

### Temàtiques
- La seva voluntat de provocar en el lector sensacions de por, disgust, repugnància o horror.
- Els seus arguments freqüentment desenvolupen la sobtada intrusió en un àmbit de normalitat d'alguna força, esdeveniment o personatge de naturalesa maligna, sovint d'origen criminal o sobrenatural. En aquest terror de tint sobrenatural, ha estat freqüent l'aparició de fantasmes i monstres clàssics com homes llop, vampirs o zombis, que beuen de les supersticions i contes de por tradicionals, així com altres monstres més moderns, com les desgraciades rèpliques humanes a l'estil de Frankenstein, que van tenir origen en la novel·la de terror nascuda en la segona meitat del segle xviii, de manera que solen ser escassos els autors que dibuixen el contorn del terror contemporani, pocs els que ens han ficat la por al cos amb l'ominosa claustrofòbia d'un ascensor o el silenci reverberant d'aquestes modernes criptes dels pàrquings subterranis. Ja ningú espera trobar-se un vampir sota del seu llit, però sí que pot haver-hi un vertigen vesànic aguaitant a la pantalla del ordenador.[2]
- Solen incloure el que s'anomena gore, és a dir sang, fluids del cos i petits trossos de carn de manera explícita.
- Els espais o escenaris típics han estat tradicionalment el cementiri, una casa abandonada, un castell, les ruïnes, un laboratori lúgubre, el bosc o l'erm ombrívol i el jardí decadent, que han acabat conformant un catàleg de "llocs" comuns. En els últims anys, s'assisteix, però, a una recerca "del visceral, del que revulsiu de l'ambient urbà, abandonant temors metafísics de condemnació eterna i lúgubres mansions a borrascosos cims".[2]

### Formals
- La seva estructura més típica és la d'un relat breu (de 6 a 10 pàg., generalment 8), amb un desenllaç impactant, que es sol reservar per a la "pàgina de l'esquerra, perquè així sorprenguessin més al lector en passar la fulla".[3] Aquest plantejament seria desenvolupat per EC Comics en els anys 50 i actualitzat per Warren Publishing en els anys 60 i 70 del passat segle, donant-se en l'actualitat una major varietat d'estructures.
- La preeminència del dibuix realista.
- L'ús del clarobscur i el blanc i negre.

## Història

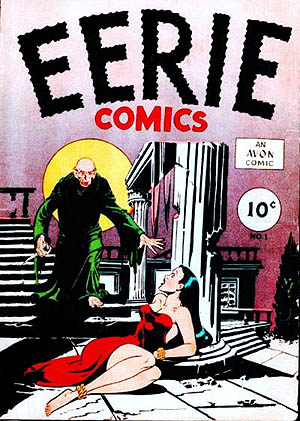
Portada de Bob Fujitani d' Eerie Comics #1 data de portada gener de 1947.

### Precursors
La tradició d'horror en la narrativa de l'art seqüencial es remunta almenys al període Heian del segle xii amb el pergamí Gaki Zoshi on hi apareixen fantasmes
Els precursors dels còmics d'horror inclouen còmics de detectius i crims que van incorporar motius de terror en els seus gràfics i històries d'humans superiors que de vegades incloïen personatges com vampirs i vampirs. Els comic books amb material original van aparèixer en 1929. El 1935, National Periodical Publications publica la primera història del Doctor Occult per Jerry Siegel (guió) i Joe Shuster (art), a New Fun Comics #6, on s'enfronta a Vampire Master; a Detectiu Comics #31-32, Batman lluita contra un vampir, i a la sèrie Classic Comics de l'editorial Gilberton s'hi van adaptar històries literàries del gènere als seus números 13 (1943) i 26 (1945) però, no hi va haver altres intents d'abordar el gènere fins a l'aparició de Frankenstein Comics (1945), quan el gènere dels superherois començava a decaure.
El gènere amb prou feines va ser tractat dins del còmic durant tota la primera meitat del segle xx, ja que els productors i distribuïdors de les tires de premsa van preferir evitar-se problemes amb possibles editors i subscriptors que haurien rebutjat un gènere que mai s'ha considerat "apte per a la infància", optant per acontentar a tothom.

### Primers còmics de terror

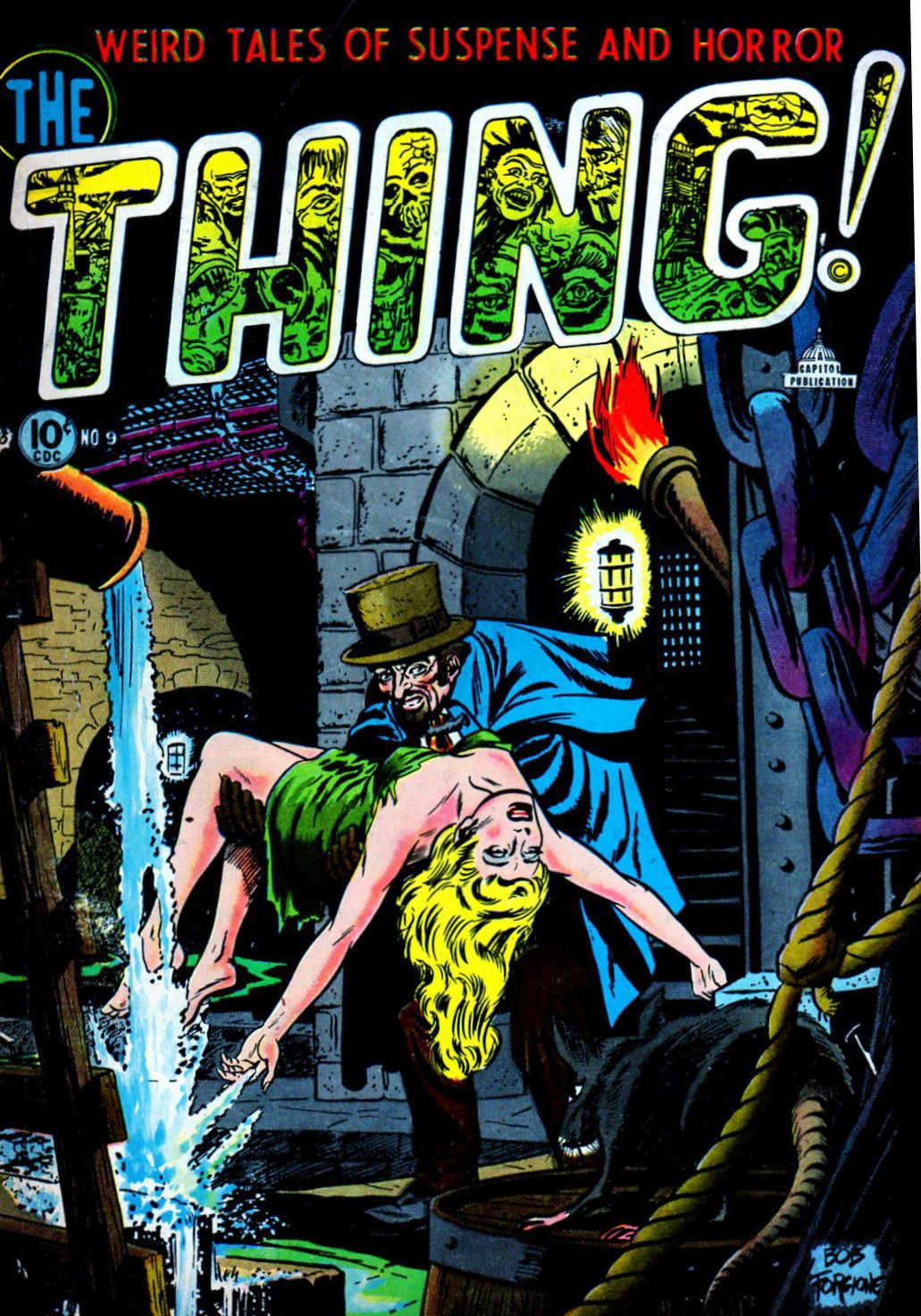
Portada de The Thing 9 de Charlton Comics amb data de portada juliol de 1953, signada per Bob Forgione.

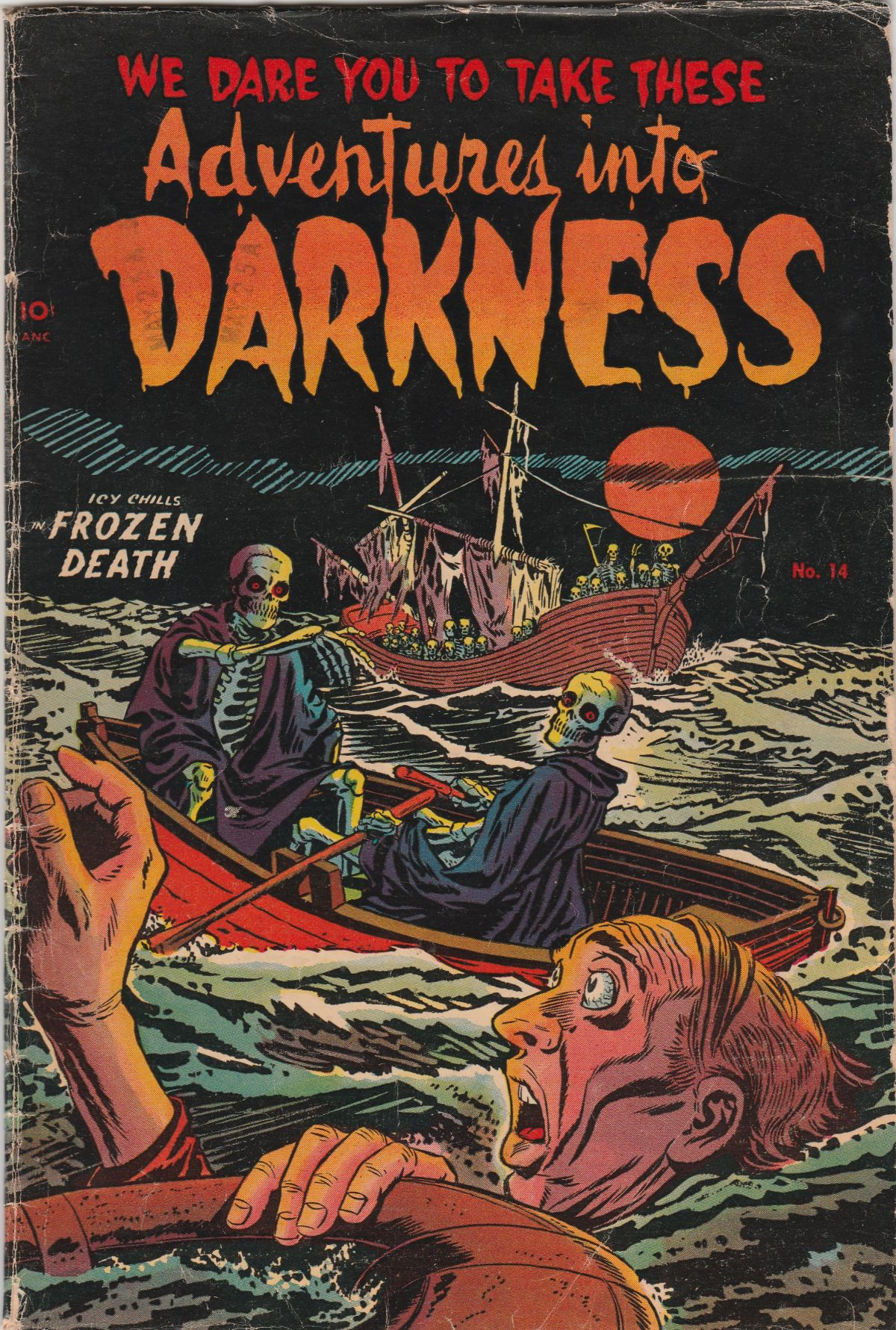
Portada d' Adventures into Darkness nº14 de Pines, data de portada juny de 1954.

L'Antologia Eerie# 1 d'Avon Publications (amb data de portada gener de 1947) es considera el primer còmic d'horror amb contingut original. La primera sèrie de còmics d'horror és l'antologia  Adventures into the Unknown, estrenada el 1948 per American Comics Group, inicialment sota la marca B&I Publishing.
Al mercat nord-americà, els llibres de còmic d'horror van assolir un màxim a finals dels anys quaranta fins a mitjans dels anys cinquanta. Els més destacats eren Tales from the Crypt ("Històries de la cripta"), The Vault of Horror ("El celler dels horrors") i The Haunt of Fear ("El refugi de la por") d'EC Comics. A les seves històries de 6 a 8 pàgines hi apareixien personatges amb destins freqüentment irònics i alhora tètrics. Cada història dels títols d'horror era presentada sempre per un dels amfitrions de l'horror: els guardians de The Vault i The Haunt, i Old Witch per a "The Haunt of Fear". A més de comentar jocosament els detalls desagradables de les històries, aquests personatges es ficaven els uns amb els altres, desplegant un arsenal de pulles i fins i tot insultant els lectors ("Salutacions, furóncols i morts vivents ..."). Juntament amb la historieta de crims, el seu contingut va ser fortament controlat amb la creació del Comics Code Authority el 1954, el que va limitar en una enorme mesura les referències a l'horror i al terror dins de les historietes. En el mateix sentit es va generar legislació restrictiva a Anglaterra i al Canadà.
A Espanya, la sèrie més destacada del gènere va ser El Inspector Dan de la Patrulla Volante (1947) d'Eugeni Giner.

### Decadència
Encara que aquesta sigui una època de decadència del gènere, poden destacar clàssics com GeGeGe no Kitaro (traduït en castellà com a Kitaro del Cementerio) (1959), del mangaka Shigeru Mizuki o el popular Fumetto Nero, aparegut a principis dels anys seixanta a Itàlia, amb personatges com Satanik, Kriminal i Diabolik.
També a Mèxic es va produir un ressorgiment del gènere gràcies a l'èxit de Tradiciones y Legendes de la Colonia (1963).

### El "boom" dels anys 70
Les historietes breus de final sorpresa que havien estat característiques de l'EC Comic serien recreades a les revistes en blanc i negre "Creepy" (1964), "Eerie" (1966) i "Vampirella" (1969) de Warren Publishing, que es dirigien ja al públic adult i que, per tant, no es trobave limitats pel Comics Code. Aviat van ser contestades per altres companyies, com Eerie Publications i Skywald Publications.
Al 1971 el Comics Code suavitza les seves regles i permet l'aparició de còmics de terror dins el segell. Prèviament Marvel Comics ja havia introduït un personatge similar a un vampir, Morbius. Un altre precursor va ser Man-Thing, un personatge aparegut al primer número de Savage Tales (1971). A continuació va publicar sèries com Tomb of Dràcula (1972-1979), majoritàriament escrit per Marv Wolfman i íntegrament dibuixada per Gene Colan i entintada per Tom Palmer, Adventure into Fear, Werewolf by Night i Ghost Rider, a la sèrie del qual s'hi va presentar al fill de Satan, Daimon Hellstorm que el va substituir com protagonista de Marvel Spotlight i nombrosos magazines en blanc i negre. DC va publicar sèries com House of Secrets (1969), on hi va debutar la Swamp Thing (1971), de Len Wein i Berni Wrightson o Weird War Tales.
A Hispanoamèrica hi van destacar dos personatges creats per a la ràdio: El Sinistre Doctor Mortis (1966) i El Monje Loco (1967).
Des de 1972 a 1974 els artistes de l'agència espanyola Selecciones Ilustradas van dibuixar el 80% dels continguts de les revistes de Warren així com la majoria de les seves portades, i la seva obra, en ser publicada posteriorment al seu país d'origen, seria fonamental per al denominat boom del còmic adult a Espanya, gràcies a revistes com Dossier Negro (1968); Drácula i Vampus de 1971; Pànico (1972); Rufus de 1973; Vampirella el 1974, o SOS (1975) i Creepy el 1979. Idèntic èxit tindria el gènere en països com Alemanya i sobretot Itàlia, on revistes com Linus o Il Mago, de Milà, publiquen adaptacions de Poe o Lovecraft per part de Dino Battaglia o Alberto Breccia.
Al Japó, destaquen Gō Nagai amb Devilman (1972).

### La renovació
Després del tancament de les revistes de la Warren el 1983, el gènere assistiria a una "renovació del seu discurs vuitcentista que ja no espanta ningú" de la mà de sèries com The Swamp Thing d'Alan Moore (1984), Dylan Dog (1986), Hellblazer (1988) de Jamie Delano i autors japonesos, com Hideshi Hino.
Triomfen així sèries com Dragon Head (1994) de Minetaro Mochizuki, Bukita-kun (1995) de Kanako Inuki o Uzumaki (1998-1999) de Junji Ito. Destaca l'obra de Charles Burns, amb el seu Black Hole de 1993, Suehiro Maruo o Thomas Ott.
Exponents destacats al segle XXI són els còmics 30 Days of Night (2002), The Walking dead (2003), Dark Water (2004) i Crossed (2008).